# Ozyptila manii
Ozyptila manii là một loài nhện trong họ Thomisidae.
Loài này thuộc chi Ozyptila. Ozyptila manii được Benoy Krishna Tikader miêu tả năm 1961.